# Jean-Yves Bragbo
 (mai 2024).
Jean-Yves Bragbo est un influenceur de nationalités française et ivoirienne. Il est connu sur les réseaux sociaux sous le nom de l'Investisseur Africain.

## Biographie

### Enfance, éducation et débuts
Souhony Jean Yves Lethos Bragbo est né le 08 janvier 1986 en Côte d'Ivoire. Il fait des études au lycée municipal de Marcory et réalise un parcours complet jusqu'en terminale en Côte d'Ivoire.

### Carrière
Jean-Yves Bragbo est connu à travers ses vidéos sur ma chaîne Youtube l'Investisseur Africain, où il fait la promotion de l'entrepreneuriat en Afrique,,.